# Catequética

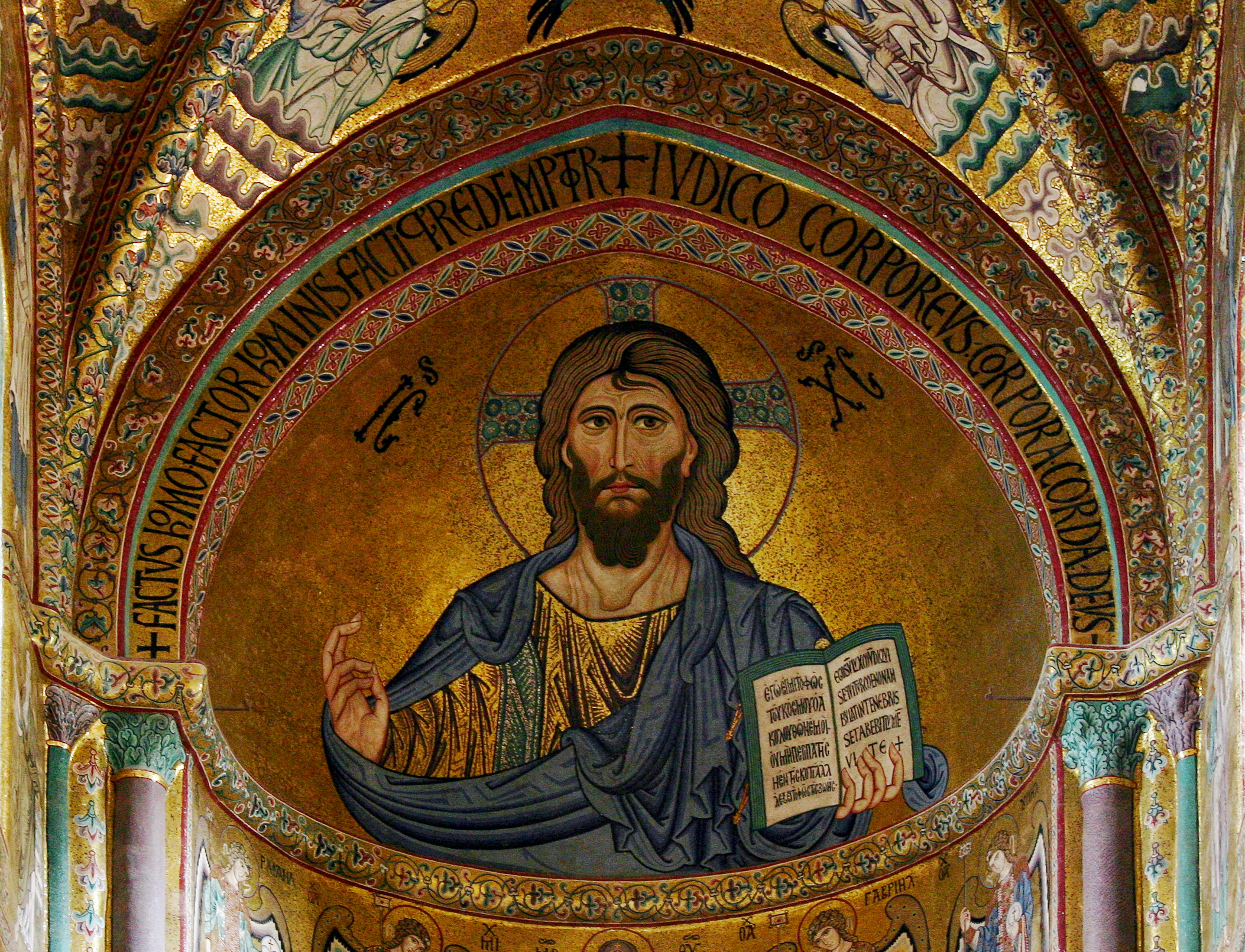
Cristo Pantocrátor, catedral de Cefalù.

Catequética (do latim tardio catechesis, por sua vez do grego κατήχησις, derivado do verbo κατηχέω que significa "instruir a viva voz") é uma subdivisão da teologia que estuda o processo catequético, abrangendo conceito, objetivo, conteúdo, história e método da ação de iniciar os novos cristãos na fé eclesial.

## Objetivo
O objetivo da catequética se tornar um componente curricular da teologia é oferecer ferramentas e meios sistematizados que aumente a eficácia do processo catequético. Alguns universidades em parceria com dioceses têm aberto cursos de pós-graduação na área para auxiliar os catequistas.

## Componentes curriculares
O curso de catequético é composto por uma definição de catequese, explanação de objetivos, análise dos conteúdos da catequese, a história do processo, reflexões sociológicas, psicologia sobre as idades, conhecimento pedagógico e didático. As ciências auxiliares são a sociologia, a psicologia e a pedagogia. Quanto ao conteúdo da catequese, são oferecidos conhecimentos de teologia e Bíblia.